# Presidencia de Emmanuel Macron
La presidencia  de Emmanuel Macron inició oficialmente el 14 de mayo de 2017, tras ser el ganador en las elecciones presidenciales de Francia de ese mismo año con el 66.1% de los votos emitidos en la segunda vuelta, superando a Marine Le Pen. Macron sucedió al gobierno de François Hollande.[cita requerida]

## Antecedentes

### Formación de En Marche
Macron se dio a conocer por primera vez al público francés tras su aparición en el programa de televisión francés Des Paroles Et Des Actes en marzo de 2015. Antes de formar su partido político En Marche!, Macron había organizado una serie de eventos en los que hablaba en público, su primer evento en marzo de 2015 en Val-de-Marne. Macron amenazó con dejar el segundo gobierno de Manuel Valls por la propuesta de reforma sobre la eliminación de la doble nacionalidad para terroristas.
Las tensiones en torno a la lealtad de Macron al gobierno de Valls y Hollande aumentaron cuando rechazaron un proyecto de ley que él presentó, apodado "Macron 2", que tenía un alcance mayor que la ley original de Macron.Macron tuvo la oportunidad de insertar su opinión en la ley El Khomri e incluir partes específicas de "Macron 2" en la ley, aunque El Khomri pudo revocar estas con la ayuda de otros ministros.[cita requerida]
En medio de tensiones y el deterioro de las relaciones con el gobierno actual, Macron fundó un partido político independiente, En Marche, en Amiens el 6 de abril de 2016.Un movimiento político liberal, progresista que atrajo una gran cobertura mediática cuando se estableció por primera vez, tanto el partido como Macron fueron reprendidos por el presidente Hollande y se cuestionó la lealtad de Macron al gobierno. Varios eurodiputados se pronunciaron a favor del movimiento aunque la mayoría del Partido Socialista habló en contra de En Marche, incluidos Manuel Valls, Michel Sapin, Axelle Lemaire y Christian Eckert.
En junio de 2016, el apoyo a Macron y su movimiento, En Marche, comenzó a crecer en los medios con Libération informando que L'Express, Les Échos, Le 1 y L'Opinion habían comenzado a expresar públicamente su apoyo a Macron.Tras varias controversias en torno a los sindicalistas y sus protestas, los principales periódicos comenzaron a publicar historias sobre Macron y En Marche en sus portadas con una prensa mayormente positiva. Criticado tanto por la extrema izquierda como por la extrema derecha, estos influenciadores pro-Macron en la prensa fueron apodados "Macronitas".
En mayo de 2016, el alcalde de Orleans, Olivier Carré, invitó a Macron al festival que conmemora el 587.º aniversario de los esfuerzos de Juana de Arco durante el Sitio de Orleans. LCI informó que Macron estaba intentando recuperar el símbolo de Juana de Arco de la extrema derecha. Más tarde, Macron fue a Puy du Fou y declaró que "no era socialista" en un discurso en medio de rumores de que iba a dejar el gobierno actual.

### Renuncia al gobierno
El 30 de agosto de 2016, Macron renunció al gobierno antes de las elecciones presidenciales de 2017, para dedicarse a su movimiento En Marche. Había habido crecientes tensiones y varios informes de que quería dejar el gobierno de Valls desde principios de 2015. Inicialmente, Macron planeaba irse después de la cancelación de su ley "Macron 2", pero tras una reunión con el presidente François Hollande, decidió quedarse y se planeó un anuncio para declarar que Macron estaba comprometido con el gobierno (aunque el anuncio se pospuso debido a los ataques en Niza y Normandía). Michel Sapin fue anunciado como el reemplazo de Macron. Hablando sobre la renuncia de Macron, Hollande dijo que se había sentido "traicionado". Según una encuesta de IFOP, el 84% de los franceses estuvieron de acuerdo con la decisión de Macron de renunciar.

## Campaña presidencial 2017

### Primera vuelta
Macron mostró por primera vez su intención de postularse formando En Marche, pero su renuncia al gobierno le permitió dedicarse a su movimiento. Anunció por primera vez que estaba considerando postularse para presidente en abril de 2016, y después de su renuncia al puesto de ministro de economía, las fuentes de los medios comenzaron a encontrar patrones en la recaudación de fondos de Macron y en las tácticas típicas de recaudación de fondos de una campaña presidencial.En octubre de 2016, Macron criticó el objetivo de Hollande de ser un presidente "normal", diciendo que Francia necesitaba una presidencia más "jupiteriana".
El 16 de noviembre de 2016, Macron declaró formalmente su candidatura a la presidencia de Francia tras meses de especulación. En su discurso de anuncio, Macron pidió una "revolución democrática" y prometió "desbloquear Francia". Había expresado la esperanza de que Hollande se postulara varios meses antes, diciendo que, como presidente en ejercicio, era el candidato legítimo del Partido Socialista.Había expresado la esperanza de que Hollande se postulara varios meses antes, diciendo que, como presidente en ejercicio, era el candidato legítimo del Partido Socialista.
Poco después de anunciar su candidatura, Jean-Christophe Cambadélis y Manuel Valls pidieron a Macron que se presentara en las primarias presidenciales del Partido Socialista, a lo que Macron finalmente decidió no hacerlo. Cambadélis comenzó a amenazar con excluir a los miembros del Partido Socialista que se asociaran con o apoyaran a Macron tras la declaración de apoyo del alcalde de Lyon, Gérard Collomb, a Macron.
La campaña de Macron, encabezada por la economista francesa Sophie Ferracci, anunció en diciembre de 2016 que había recaudado 3,7 millones de euros en donaciones sin financiación pública (ya que En Marche no era un partido político registrado). Esto era tres veces el presupuesto del entonces favorito Alain Juppé. Benoît Hamon solicitó a Macron que revelara una lista de sus donantes en medio de acusaciones de conflictos de interés debido a su trabajo para Rothschild & Co, que Macron desestimó como "demagogia", invocando el derecho a la privacidad de los donantes. Atlántico informó más tarde que Macron había gastado 120.000 € en cenas y reuniones con diversas personalidades de los medios y la cultura popular francesa mientras estaba en Bercy.  Macron fue acusado por los diputados Christian Jacob y Philippe Vigier de utilizar este dinero para promover la representación de En Marche en la vida política francesa.Michel Sapin, su sucesor en el cargo, no vio nada ilegal en las acciones de Macron, diciendo que tenía derecho a gastar los fondos.Macron dijo que las acusaciones eran "difamatorias" y que ninguno de los fondos ministeriales se había gastado en su partido.
La campaña de Macron disfrutó de una considerable cobertura mediática. Mediapart informó que Macron tenía más de cincuenta portadas de revistas dedicadas exclusivamente a él en comparación con el "puñado" de Mélenchon, a pesar de que ambos tenían un seguimiento similar en línea y un gran impulso durante la campaña. Macron ha sido consistentemente etiquetado por la extrema izquierda y la extrema derecha como el "candidato mediático" y ha sido visto como tal en las encuestas de opinión. Es amigo de los propietarios de Le Monde y de Claude Perdiel, antiguo propietario de Nouvel Observateur. Muchos observadores han comparado la campaña de Macron con un producto que se vende debido a que Maurice Lévy, un ex CEO, utilizó tácticas de marketing para tratar de avanzar las ambiciones presidenciales de Macron. La revista Marianne informó que BFMTV, propiedad de Patrick Drahi, ha transmitido más cobertura de Macron que de los otros cuatro principales candidatos juntos, Marianne dijo que esto puede deberse a que la campaña de Macron tiene vínculos con Drahi a través de un ex colega de Drahi, Bernard Mourad.
Después de una serie de comparaciones con el centrista François Bayrou, Bayrou anunció que no se presentaría a las elecciones presidenciales y, en cambio, formaría una alianza electoral con Macron que entró en vigor el 22 de febrero de 2017 y que desde entonces ha durado con En Marche y el Movimiento Democrático. convirtiéndose en aliados en la Asamblea Nacional. Después de esto, los índices de popularidad de Macron en las encuestas comenzaron a aumentar y después de que se publicitaran varias cuestiones legales relacionadas con François Fillon, Macron lo superó en las encuestas para convertirse en el favorito después de que las encuestas lo mostraran venciendo a la candidata del Frente Nacional, Marine Le Pen, en la segunda ronda.
Macron generó críticas por el tiempo que tomó para explicar un programa formal durante su campaña; a pesar de declarar en noviembre que todavía no había publicado un conjunto completo de propuestas en febrero, lo que generó ataques de críticos y preocupación entre aliados y partidarios. Finalmente presentó su programa formal de 150 páginas el 2 de marzo, lo publicó en línea y lo discutió en una conferencia de prensa maratónica ese día.

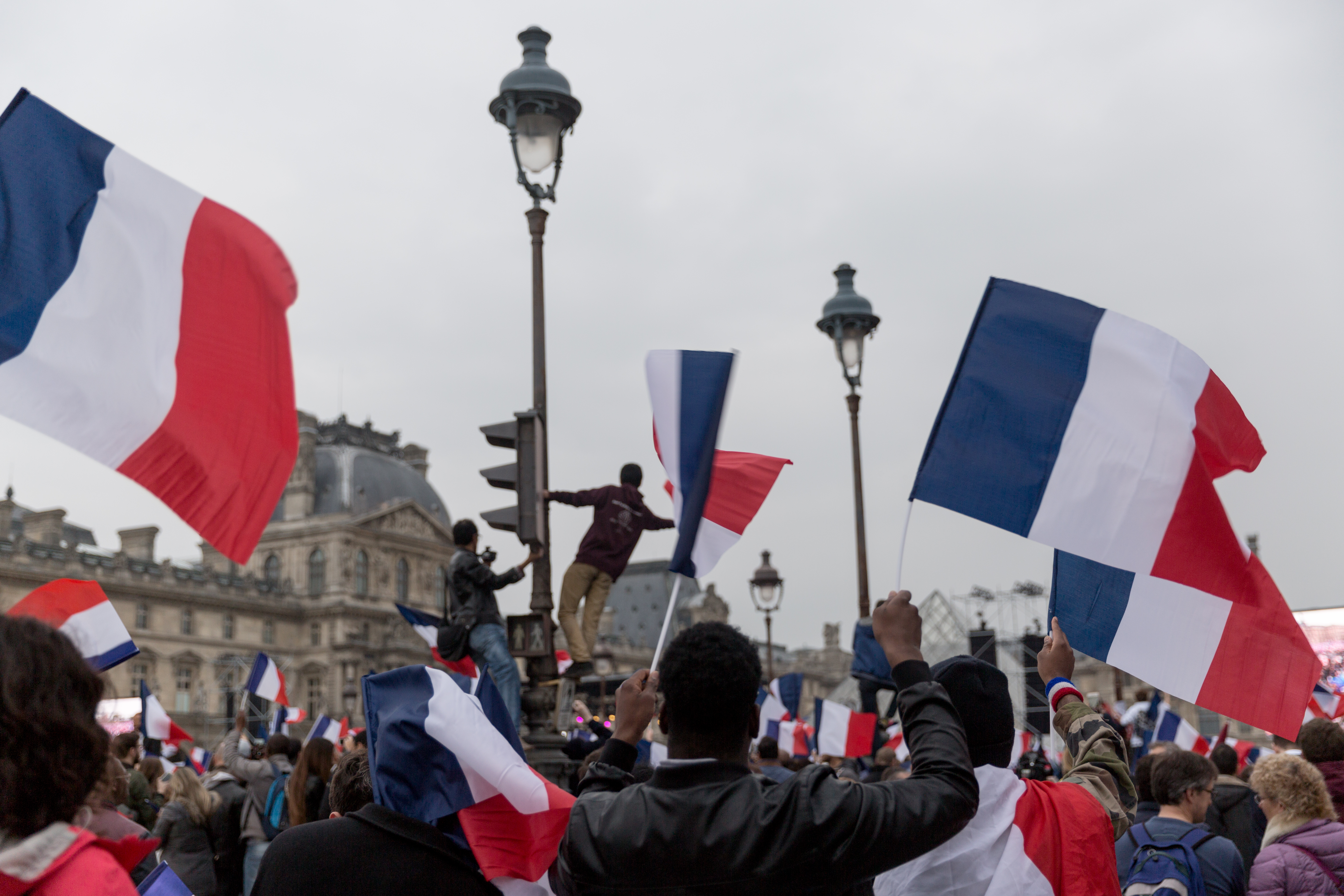
Los partidarios de Macron celebran su victoria en el Louvre el 7 de mayo de 2017.

Macron acumuló una amplia gama de seguidores, consiguiendo el respaldo de François Bayrou, del Movimiento Democrático (MoDem), del eurodiputado Daniel Cohn-Bendit, del candidato ecologista François de Rugy de las primarias de la izquierda, y del diputado socialista Richard Ferrand, secretario general de En Marche, así como muchos otros, muchos de ellos del Partido Socialista, pero también un número significativo de políticos centristas y de centro derecha. La Gran Mezquita de París instó a los musulmanes franceses a votar en masa por Macron.
El 23 de abril de 2017, Macron recibió la mayor cantidad de votos en la primera vuelta de las elecciones presidenciales, con el 24% del total de votos y más de 8 millones de votos en total. Pasó a segunda ronda con Marine Le Pen . Los excandidatos François Fillon y Benoît Hamon expresaron su apoyo a Macron.

### Segunda vuelta
Macron se clasificó para la segunda vuelta contra la candidata del Frente Nacional, Marine Le Pen, el 23 de abril de 2017, tras ocupar el primer lugar en el recuento de votos. Tras el anuncio de su cualificación, François Fillon y Benoît Hamon expresaron su apoyo a Macron. El presidente François Hollande también respaldó a Macron. Muchos políticos extranjeros expresaron su apoyo a Macron en su apuesta contra la candidata populista de derecha Marine Le Pen, incluido el presidente de la Comisión Europea, Jean-Claude Juncker, la canciller alemana , Angela Merkel, y el expresidente estadounidense, Barack Obama.
El 3 de mayo de 2017 se organizó un debate entre Macron y Le Pen. El debate duró dos horas y Macron fue considerado el ganador según las encuestas de opinión.
En marzo de 2017, el director de campaña digital de Macron, Mounir Mahjoubi, dijo al Sky News británico que Rusia está detrás de "ataques de alto nivel" contra Macron, y afirmó que sus medios estatales son "la primera fuente de información falsa". Dijo: "Acusamos a RT (antes conocido como Russia Today) y a Sputnik News (de ser) la primera fuente de información falsa compartida sobre nuestro candidato...".
Dos días antes de las elecciones presidenciales francesas del 7 de mayo, se informó que nueve gigabytes de correos electrónicos de la campaña de Macron habían sido publicados anónimamente en Pastebin, un sitio de intercambio de documentos. Estos documentos luego se difundieron en el tablón de imágenes 4chan, lo que llevó a que el hashtag "#macronleaks" se hiciera tendencia en Twitter. En una declaración esa misma tarde, el movimiento político de Macron, En Marche, afirmó: "El movimiento En Marche ha sido víctima de un ataque masivo y coordinado esta tarde que ha dado lugar a la difusión en las redes sociales de diversas informaciones internas". La campaña de Macron había recibido un informe en marzo de 2017 de la empresa japonesa de ciberseguridad Trend Micro que detallaba cómo En Marche había sido blanco de ataques de phishing. Trend Micro dijo que el grupo que llevó a cabo estos ataques fue el grupo de piratería ruso Fancy Bear, que también fue acusado de piratear el Comité Nacional Demócrata el 22 de julio de 2016. Estos mismos correos electrónicos fueron publicados en julio de 2017 por WikiLeaks y algunos fueron verificados. Esto siguió a las acusaciones de Le Pen de que Macron evitaba impuestos.
El 7 de mayo de 2017, Macron fue elegido presidente de Francia con el 66,1% de los votos frente al 33,9% de Marine Le Pen. La elección tuvo una abstención récord con un 25,4% y un 8% de votos en blanco o anulados. Macron renunció a su cargo de presidente de En Marche y Catherine Barbaroux se convirtió en líder interina.

## Primer mandato
Macron se clasificó para la segunda vuelta tras la primera vuelta de las elecciones del 23 de abril de 2017. Ganó la segunda vuelta de las elecciones presidenciales del 7 de mayo de 2017 de forma aplastante según los resultados preliminares, haciendo ceder a la candidata del Frente Nacional, Marine Le Pen. A los 39 años, se convirtió en el presidente más joven de la historia de Francia y el jefe de Estado francés más joven desde Napoleón. También es el primer presidente de Francia nacido después del establecimiento de la Quinta República en 1958.
Macron asumió formalmente la presidencia el 14 de mayo. Nombró a Patrick Strzoda como su jefe de gabinete y a Ismaël Emelien como su asesor especial para estrategia, comunicación y discursos. El 15 de mayo, nombró Primer Ministro a Édouard Philippe, de Los Republicanos. El mismo día realizó su primera visita oficial al extranjero, reuniéndose en Berlín con Angela Merkel, la canciller de Alemania . Los dos líderes enfatizaron la importancia de las relaciones entre Francia y Alemania para la Unión Europea. Acordaron elaborar una "hoja de ruta común" para Europa, insistiendo en que ninguno de los dos estaba en contra de los cambios en los Tratados de la Unión Europea.
En las elecciones legislativas de 2017, el partido de Macron, La République En Marche, y sus aliados del Movimiento Democrático obtuvieron una cómoda mayoría, obteniendo 350 escaños de 577. Después de que Los Republicanos salieran vencedores de las elecciones al Senado, el portavoz del gobierno, Christophe Castaner, afirmó que las elecciones fueron un "fracaso" para su partido.
El 3 de julio de 2020, Macron nombró al centroderecha Jean Castex primer ministro de Francia. Castex ha sido descrito como un conservador social y era miembro de Los Republicanos. El nombramiento fue descrito como "una duplicación de un rumbo que se considera ampliamente de centroderecha en términos económicos".

## Campaña presidencial 2022
Macron anunció formalmente su candidatura a la reelección el 3 de marzo de 2022, después de retrasar su anuncio principalmente debido al estallido de la invasión rusa de Ucrania en 2022 .
Después de una breve campaña que comenzó sólo 38 días antes de que el país acudiera a las urnas, el 10 de abril de 2022, Macron encabezó la primera vuelta de las elecciones presidenciales francesas con el 27,8% de los votos, muy por delante de la candidata RN Marine Le Pen, que terminó segundo con el 23,2% de los votos.
En la segunda vuelta, el 24 de abril, Emmanuel Macron venció a Le Pen y fue reelegido presidente de Francia con el 58,55% de los votos. Macron había vuelto a derrotar a Le Pen en la segunda vuelta, pero esta vez por un margen más estrecho. Fue el primer presidente reelegido desde 2002. El 7 de mayo, Macron fue nuevamente investido presidente en el Palacio del Eliseo . Su segundo mandato presidencial comenzó oficialmente el 14 de mayo de 2022.

## Segundo mandato
Marcon fue reelegido presidente de Francia en las elecciones presidenciales de 2022. Macron ganó con el 58,55% de los votos en la segunda vuelta contra la líder del Rally Nacional, Marine Le Pen. Fue reinaugurado el 7 de mayo de 2022 y su segundo mandato presidencial comenzó oficialmente el 14 de mayo.